# SMS Novara (1850)
O SMS Novara foi uma fragata a vela da Marinha Austro-Húngara, conhecida pela navegação global da Expedição Novara de 1857–1859 e por transportar o arquiduque Maximiliano e sua mulher Carlota a Veracruz em maio de 1864, para tornar-se Imperador do México.